# Южен Бърдик
Южен Бърдик (на английски: Burdick South Peak) е връх, разположен на 544 m н.в. в хребет Бърдик на остров Ливингстън, Антарктика. Получава това име от разположения близко до него връх Бърдик през 1996 г.

## Описание
Върхът се намира на 980 m южно от връх Бърдик, 5.26 km източно от хълм Синеморец, 1.45 km североизточно от нунатак Уилан и 1.49 km на запад-северозапад от връх Плиска. Северните и южните му склонове са стръмни и частично свободни от лед. Издига се над ледника Балкан на запад и ледника Хънтрис на юг.

## Картографиране
Испанско картографиране на върха от 1991 г. и българско от 1996, 2005 и 2009 г.

## Карти
- L.L. Ivanov et al. Antarctica: Livingston Island, South Shetland Islands (from English Strait to Morton Strait, with illustrations and ice-cover distribution). Топографска карта в мащаб 1:100000. София: Antarctic Place-names Commission of Bulgaria, 2005.
- Л. Иванов. Антарктика: Остров Ливингстън и острови Гринуич, Робърт, Сноу и Смит. Топографска карта в мащаб 1:120000. Троян: Фондация Манфред Вьорнер, 2009. ISBN 978-954-92032-4-0